# Cellula di Langhans
Le cellule di Langhans sono cellule giganti multinucleate che si trovano in granulomi, soprattutto in quelli causati dal  batterio tubercolare.

## Morfologia

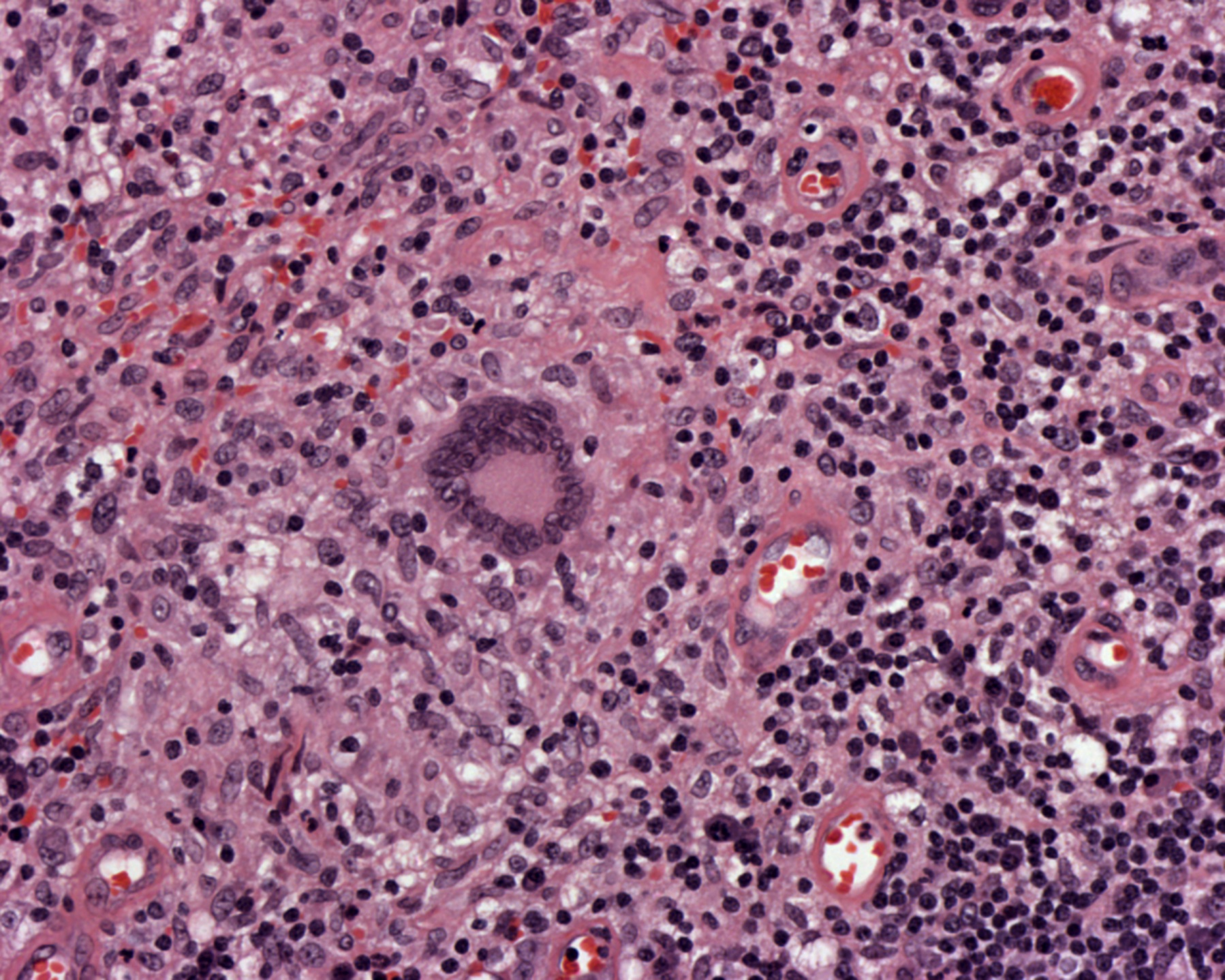
Cellula gigante multinucleata di Langhans in un granuloma tubercolare umano

Le cellule di Langhans possono raggiungere dimensioni ragguardevoli: 40-50 μm di diametro e contenere anche 50 piccoli nuclei disposti nella periferia della cellula a formare un cerchio completo (come nell'immagine a lato) oppure, più frequentemente, un semicerchio a ferro di cavallo. Non è vero che le cellule di Langhans siano esclusive dei granulomi tubercolari, come non è vero che le cellule giganti i cui nuclei sono dispersi nel citoplasma siano esclusive dei granulomi da corpo estraneo: non esiste infatti una netta divisione fra questi tipi cellulari, per cui cellule di Langhans possono essere rinvenute anche nei granulomi da corpo estraneo.
Si ritiene che le cellule giganti multinucleate derivino dalla fusione di macrofagi. Tuttavia in queste cellule è stata osservata anche sintesi di DNA, per cui si ritiene che la loro morfologia caratteristica, ossia la presenza di nuclei multipli, possa dipendere anche dalla divisione mitotica senza corrispondente divisione del citoplasma.

## Terminologia
Le cellule giganti di Langhans prendono il nome dal patologo tedesco Theodor Langhans (1839-1915). Non vanno confuse con le cellule di Langerhans e nemmeno con le isole di Langerhans del pancreas.